# 波塔萊格雷

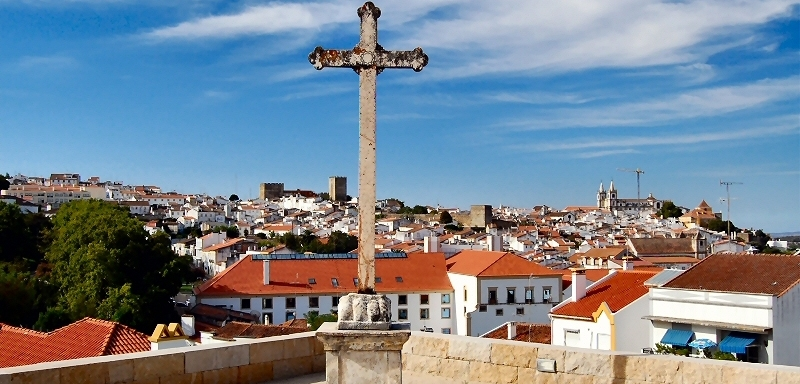
波塔萊格雷

波塔萊格雷（葡萄牙語：Portalegre）是葡萄牙的一座城市，面積447.1 平方公里，有人口24,756人。在行政區劃上屬波塔萊格雷區。波塔萊格雷管轄有10個堂區。

## 外部連結
- Municipality official website （页面存档备份，存于）
- Portalegre's City Hall Homepage （页面存档备份，存于）
- Pormenores Magazine Homepage
- Photos from Portalegre （页面存档备份，存于）